# Valentine (Nebraska)
Valentine é uma cidade localizada no estado americano de Nebraska, no Condado de Cherry.

## Demografia
Segundo o censo americano de 2000, a sua população era de 2820 habitantes.
Em 2006, foi estimada uma população de 2703, um decréscimo de 117 (-4.1%).

## Geografia
De acordo com o United States Census Bureau, a localidade tem uma área de 5,2 km², sem área coberta por água.

## Localidades na vizinhança
O diagrama seguinte representa as localidades num raio de 44 km ao redor de Valentine.